# Estuario del Taz
L'estuario del Taz (in russo Тазовская губа?, Tazovskaja guba) è un'insenatura lungo la costa settentrionale russa, nel Circondario autonomo Jamalo-Nenec. È situata nella parte meridionale del mare di Kara.

## Geografia
La baia si apre nella parte centrale del più vasto golfo dell'Ob, sul suo lato orientale. È stretta tra le penisole di Taz (Тазовский полуостров) a sud e ovest e di Gyda (Гыданский полуостров) a nord ed est. Ha una lunghezza totale di circa 330 km e una larghezza di 45 km nel punto più largo. La profondità media è di 9 m, con flussi di marea di circa 0,7 m. Vi sfociano i fiumi Taz (река Таз), da cui prende il nome, e Pur (река Пур). Allo sbocco del fiume Taz si trova l'insediamento di Tazovskij; altri insediamenti lungo le coste sono Nachodka e Antipajuta.

## Storia
L'esploratore e biologo russo Alexander von Middendorf trovò un mammut congelato nell'area dell'estuario del Taz, che trasportò a San Pietroburgo nel 1866.